# Баллер, Адольф
Адольф Баллер (нем. Adolph Baller; 30 июня 1909, Броды — 23 января 1994, Пало-Алто, Калифорния ) — австро-американский пианист.

## Биография
Окончил Венскую консерваторию, широко концертировал. В 1938 году подвергся нападению нацистов, сломавших ему руки как еврею-пианисту. Баллер вместе с невестой бежал в Венгрию, затем в Югославию и к декабрю добрался до США, где и провёл оставшуюся жизнь.
В 1941 году он поселился у Иегуди Менухина, на 15 лет став его аккомпаниатором; многие концерты Менухина и Баллера в начале 1940-х годах давались в разных частях света для солдат армии союзников. В 1944 году с благословения Менухина Баллер, виолончелист Габор Рейтё и скрипач Енё Ленер образовали Альма-трио, в составе которого Баллер играл вплоть до 1971 года. Среди учеников Баллера по Сан-Францисской консерватории и музыкальному отделению Стэнфордского университета был, в частности, Джером Роуз.